# Вааканайнен, Урхо
У́рхо Ва́аканайнен (фин. Urho Vaakanainen; 1 января 1999, Йоэнсуу) — финский профессиональный хоккеист, защитник клуба НХЛ «Нью-Йорк Рейнджерс». 18-й номер драфта НХЛ 2017 года.

## Игровая карьера
Вааканайнен начал свою карьеру в юношеской команде «Эспоо Блюз». В сезоне 2015-2016 Урхо дебютировал за «Эспоо Блюз» на профессиональном уровне, набрав 6 очков за 25 матчей в Финской хоккейной лиге. 28 апреля 2016 года Вааканайнен подписал однолетний контракт с клубом ЮП.
В сезоне 2016-2017 Урхо стал игроком основного состава в ЮП и сыграл 41 матч, набрав 6 очков. Также он сделал 3 голевые передачи в 14 матчах плей-офф, но его команда уступила в полуфинале клубу «КалПа» в семи матчах.
5 мая 2017 года Вааканайнен покинул ЮП и подписал новый однолетний контракт с командой СайПа. 23 июня 2017 года на драфте НХЛ 2017 года Урхо был выбран в 1-м раунде под общим 18 номером клубом НХЛ «Бостон Брюинз».
13 июня 2018 года Вааканайнен подписал трехлетний контракт новичка с «Бостон Брюинз».
19 марта 2022 года был обменян в «Анахайм Дакс». 23 июля 2022 года, будучи ограниченно свободным агентом, подписал 2-летний контракт с «Дакс» на два года на 1,7 млн долларов. 23 января 2023 года получил травму, из-за которой был вынужден пропустить остаток сезона 2022/23.
6 декабря 2024 года вместе с выбором в 4-м раунде драфта был обменян в «Рейнджерс». Взамен «Анахайм» получили защитника Джейкоба Трубу.